# ウコンバサラ

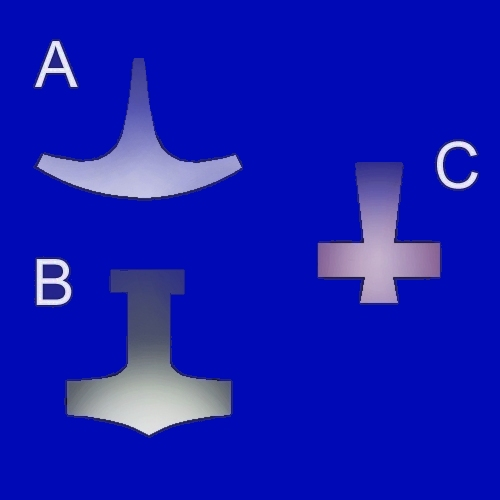

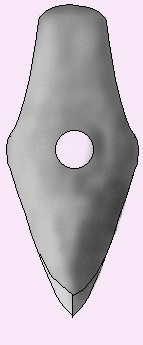
ウコンバサラの原型といわれる石斧

ウコンバサラ（Ukonvasara）は、フィンランド神話の雷神ウッコの持つ神秘的なハンマー。北欧神話のトールのミョルニルと類似している。ウコンバサラから、ウッコは稲光を起こした。キリスト教化以前のフィン族は、ウッコの加護が得られるようにと、首からハンマー型のペンダントをぶら下げ、携帯していた。
ウコンバサラはボートのような形をした（戦闘用の）石斧だったろうと言われるが、鉄器の時代が来て石器が使われなくなるうちに、石の武器の起源は謎になった。 だが人々は、それを先端の石の部分から稲光を出して攻撃するウッコの武器であると信じていた。また、人々は斧が治癒と破壊の両方の力を持っていると信じていたので、シャーマンたちは石斧を収集していた。